# Mircea Teodor Mureșan
Mircea Teodor Mureșan (n. 12 septembrie 1949, Vad, România) este un general de armată român, care a îndeplinit funcția de comandant (rector) al Universității Naționale de Apărare (2003-2008).

## Biografie
Mircea Teodor Mureșan s-a născut la data de 12 septembrie 1949, în comuna Vad (județul Cluj). A studiat la Liceul militar "Ștefan cel Mare" din Câmpulung Moldovenesc (1965-1967), apoi la Școala Militară Superioară de Ofițeri, Tancuri și Auto din Pitești, specialitatea tancuri (1967-1970) și ulterior la Academia Militară Generală din București, Facultatea de Arme Întrunite și Tancuri (1976-1978).
După absolvirea Școlii de Ofițeri, a activat în funcțiile de comandant de pluton și apoi de companie de tancuri la un regiment (1970-1978), apoi ofițer 2 cu operațiile în Sectia Operații a Comandamentului Armatei din Cluj (1978-1984).
Își desăvârșește pregătirea militară, urmând un curs postacademic de comandanți de regimente în cadrul Academiei Militare din București (1984), un curs postacademic - profil unic în cadrul Academiei Militare (1989-1990), un curs intensiv de limba engleză, la Academia de Înalte Studii Militare și în cadrul C.F.L.S. Borden, Ontario, Canada (1997), precum și un curs de legislație și management internațional "Conference" în cadrul "Institute in Basic Life Principles, Indianapolis, Indiana, S.U.A. (1999).
Ca urmare a urmării cursurilor de comandă, este numit în funcția de comandant al Regimentului de Tancuri Pantelimon din București (1985-1989). În perioada Revoluției din decembrie 1989, căpitanul Mircea Mureșan a comandat regimentul de tancuri din Pantelimon, aflat în poziții de luptă în Piața Palatului. A fost acuzat de presă că a distrus Biblioteca Centrală Universitară din București, trăgându-se proiectile în direcția sa în schimbul de focuri cu așa-zișii teroriști, fiind arse complet peste 500.000 de cărti rare și manuscrise unicat. Generalul a refuzat să spună explicit care a fost rolul său în Revoluție, declarând numai: "Eu am ieșit unde am primit ordin. Întrebați-l pe generalul Voinea, că el cerceteaza. Dacă distrugeam biblioteca cu tancurile, credeți că mai eram aici, unde sunt acum?" .
Generalului Mircea Mureșan i-a fost conferit titlul de „luptător pentru victoria Revoluției române din decembrie 1989”, pentru „spiritul de sacrificiu manifestat în lupta pentru victoria Revoluției”, prin brevetul 37 din 26 februarie 2000 semnat de fostul președinte Ion Iliescu, în baza unui decret dat de predecesorul său, Emil Constantinescu. El primise încă din 1997 certificatul de luptător pentru victoria Revoluției, în calitate de membru al Asociației „Decembrie ‘89 Metrou”. În această calitate, a fost scutit de impozit pe locuință și a primit documente de călătorie gratuită pe calea ferată și metrou, precum și un permis gratuit de circulație pe mijloacele RATB .
După Revoluție, devine șef de stat major și comandant al Diviziei de Tancuri din București (1990-1993) și apoi șeful Direcției de Cultură a Armatei (1993-1995).
De asemenea, a obținut titlul științific de Doctor în științe militare la Academia de Înalte Studii Militare (1996). A absolvit de asemenea și Colegiul Național de Apărare din București (1994).
A fost înaintat la gradul de general de brigadă (cu 1 stea) și numit în funcția de locțiitor al șefului Statului Major al Trupelor de Uscat (1995-1997) și apoi comandant al Armatei a 2-a, cu sediul în Buzău (12 septembrie 1997 - 21 ianuarie 1999).
Mircea Teodor Mureșan a fost înaintat la gradul de general de divizie (cu 2 stele) la 26 noiembrie 1998 , apoi la cele de general de corp de armată (cu 3 stele) la 1 decembrie 1999  și de general de armată (cu 4 stele) la 25 octombrie 2000 .
A îndeplinit apoi funcțiile de prim-locțiitor al ministrului de Interne și secretar de stat (1999-2001), adjunct al șefului Statului Major General pentru conducerea operațiilor (2001-2002) și locțiitor al șefului Statului Major General (2002-2003). În anul 2003, generalul cu patru stele Mircea Mureșan a fost numit în funcția de comandant (rector) al Universității Naționale de Apărare.
Prin Ordinul Ministrului Educației, Cercetării și Tineretului, i s-au acordat gradele didactice de conferențiar universitar  (2003) și de profesor universitar (2005) .
Generalul Mircea Teodor Mureșan a fost trecut în rezervă la data de 26 august 2008 prin decret prezidențial .
Generalul Mircea Teodor Mureșan a candidat pentru un post de senator în Colegiul 2 Ilfov din partea Partidul Social Democrat la alegerile parlamentare din 30 noiembrie 2008, clasându-se pe locul III cu 15,9% și nefiind ales senator .

## Decorații
Generalul Mircea Mureșan a fost decorat cu următoarele ordine și medalii: 
- 3 medalii și 3 ordine "Meritul Militar (2003);
- Ordinul Național "Serviciul Credincios" în grad de Mare Cruce (2004);
- Medalia pentru merite deosebite și activitate distinsă între Armata României și Statul Alabama - "Alabama Commendation Medal" (2005);
- Crucea Patriarhiei Române (2005).

## Lucrări publicate

### Monografii și tratate de specialitate
- Modele optimizate în conducerea acțiunii militare (Ed. CORESI, București);
- Hotărârea comandantului în viziune sistemică (Ed. Academiei de Înalte Studii Militare, București, 1994) - coordonator;
- Tehnologiile de vârf și domeniul militar (Ed. Militară, București, 1995) - autor principal;
- Istoria armei tancuri din Armata României (Ed. Militară, București, 2001);
- Activitatea statelor majore în viziunea forțelor armate NATO (Ed. Militară, București, 2001) - autor principal;
- Fenomenul militar contemporan între contrarii (Ed. Academiei de Înalte Studii Militare, București, 2002);
- Provocările începutului de mileniu; convenționale, neconvenționale, asimetrice (Ed. Universității Naționale de Apărare, București, 2003);
- Sisteme mari. Complexitatea, structuralitatea și funcționalitatea sistemului militar (Ed. Societatea scriitorilor militari, București, 2004);
- Războiul viitorului, viitorul războiului (Ed. U.N.Ap., București, 2004) - coautor;
- Eseu despre arta strategică (Ed. Militară, București, 2005) - coautor;
- Strategia de parteneriat. Parteneriatul strategic (Ed. U.N.Ap. „Carol I”, București, 2006) - coautor;
- Securitatea europeană la începutul mileniului trei (Ed. UNAp „Carol I”, București, 2006) - coordonator.

### Manuale de specialitate și cursuri universitare
- Forța de reacție rapidă în Armata României (Ed. Academiei de Înalte Studii Militare, București, 2001);
- Acțiunile militare desfășurate de Forțele Terestre în perioada de tensiune (Ed. Academiei de Înalte Studii Militare, București, 2001);
- Curs de artă operativă - studii teoretice (Ed. Academiei de Înalte Studii Militare, 2002);
- Deplasarea și staționarea eșaloanelor tactice (Ed. Academiei de Înalte Studii Militare, București);
- Aspecte definitorii ale cooperării în lupta armată modernă (Ed. A.I.S.M., București, 2002);
- Tendințe în evoluția teoriei și practicii războiului (Ed. U.N.Ap. “Carol I”, București, 2006) - coautor.